# Allemagne au Concours Eurovision de la chanson 2018
L'Allemagne est l'un des quarante-trois pays participants du Concours Eurovision de la chanson 2018, qui se déroule à Lisbonne au Portugal. Le pays est représenté par Michael Schulte et sa chanson You Let Me Walk Alone, sélectionnés via l'émission Unser Song für Lissabon. Michael Schulte terminera en 4e place avec un total de 340 points.

## Sélection
L'Allemagne a confirmé sa participation à l'Eurovision 2018 le 10 août 2017. Le 27 octobre 2017, le diffuseur NDR a annoncé que le représentant allemand serait sélectionné via l'émission télévisée Unser Song für Lissabon.

### Format
La sélection se déroule en une soirée, au cours de laquelle six artistes, chacun avec une chanson, concourent. Le vainqueur est alors désigné par un vote combinant le télévote allemand, un jury international — constitué de dix-neuf personnes ayant déjà été jurys pour l'Eurovision — et d'un panel d'une centaine d'européens — sélectionnés au moyen de sondages sur les réseaux sociaux pour refléter au mieux l'audience de l'Eurovision —, chaque partie comptant pour un tiers du total.

### Chansons
Une période de dépôt des candidatures a été ouverte du 27 octobre au 6 novembre 2017. Au terme de cette période, plus de 4 000 avaient été reçues par le diffuseur. 211 d'entre elles ont été ensuite retenues pour la suite du processus de sélection.
Le panel européen a alors réduit le nombre de candidats à vingt. Ces vingt candidats ont ensuite participé à des ateliers avec des avec des experts vocaux, des chorégraphes et directeur scéniques. Enfin, après cela, les six candidats qui participeront à l'émission télévisée ont été décidés. Ils ont été révélés le 29 décembre 2017.
| Artiste         | Chanson               | Auteurs/Compositeurs                                                              |
| --------------- | --------------------- | --------------------------------------------------------------------------------- |
| Ivy Quainoo     | House on Fire         | Jörgen Elofsson, Ali Tamposi                                                      |
| Michael Schulte | You Let Me Walk Alone | Michael Schulte, Thomas Stengaard, Nisse Ingwersen, Nina Müller                   |
| Natia Todua     | My Own Way            | Loren Nine Geerts, Ricardo Bettiol, Martin Gallop, Jaro Omar                      |
| Ryk             | 'You and I            | Rick Jurthe                                                                       |
| voXXclub        | I mog Di so           | Merty Bert, Mike Busse, Philipp Klemz, Lennard Oestmann, Joe Walter, Martin Simma |
| Xavier Darcy    | Jonah                 | Xavier Darcy, Loren Nine Geerts, Axel Ehnström, Thomas Stengaard                  |

### Émission
L'émission a eu lieu le 22 février 2018. Au terme de celle-ci, Michael Schulte est désigné comme représentant de l'Allemagne pour l'Eurovision 2018, ayant reçu la note maximale des trois votes.
- Vainqueur

| Ordre | Artiste         | Chanson               | Panel européen | Panel européen | Jury international | Jury international | Télévote | Télévote | Total | Place |
| Ordre | Artiste         | Chanson               | Voix           | Points         | Voix               | Points             | Voix     | Points   | Total | Place |
| ----- | --------------- | --------------------- | -------------- | -------------- | ------------------ | ------------------ | -------- | -------- | ----- | ----- |
| 1     | Natia Todua     | My Own Way            | 630            | 5              | 122                | 6                  | 37 343   | 6        | 17    | 6     |
| 2     | Ryk             | You and I             | 931            | 10             | 169                | 8                  | 35 700   | 5        | 23    | 3     |
| 3     | voXXclub        | I mog Di so           | 718            | 6              | 118                | 5                  | 121 336  | 10       | 21    | 5     |
| 4     | Xavier Darcy    | Jonah                 | 770            | 8              | 186                | 10                 | 45 010   | 7        | 25    | 2     |
| 5     | Ivy Quainoo     | House on Fire         | 736            | 7              | 148                | 7                  | 47 639   | 8        | 22    | 4     |
| 6     | Michael Schulte | You Let Me Walk Alone | 1 015          | 12             | 218                | 12                 | 140 491  | 12       | 36    | 1     |

## À l'Eurovision
En tant que membre du Big Five, l'Allemagne est qualifiée d'office pour la finale qui a lieu le 12 mai 2018. Au terme de celle-ci, le pays se classe 4e avec un total de 430 points.